# Nineta grandis
Nineta grandis är en insektsart som beskrevs av Navás 1915. Nineta grandis ingår i släktet Nineta och familjen guldögonsländor. Inga underarter finns listade i Catalogue of Life.